# Колесник, Николай Иванович
Николай Колесник (укр. Микола Іванович Колесник) (1887—1962) — украинский драматический актёр и певец (тенор), хорист, танцор, костюмер. Известен по выступлениям в Театре Николая Садовского и Львовском театре оперы и балета.

## Биография
Родился 25 октября 1887 в Киеве. Учился на юридическом факультете Университета св. Владимира. Вокальное образование получил частным образом у В. Кружилиной.
О его работе в театре Садовского Василий Василько вспоминал следующее:

Вступил в состав труппы в 1908 году. Играл небольшие характерные роли, в основном комедийного плана… Пел в хоре (тенор) и очень хорошо танцевал. По совместительству был заведующим костюмерным цехом. Хорошо знал крой украинских костюмов, поэтому костюмы для каждого спектакля всегда были выдержаны в определенном стиле.

София Тобилевич вспоминала, что в молодые годы Н. Колесника ставили на бытовые роли, в которых он «хорошо выполнял именно украинские типы и мало подходил для отображения персонажей другой категории».
Работая в театре Садовского, снимался в кино в 1911—1912 годах.
Впоследствии как оперный певец выступал на сценах Киева, Харькова, Одессы, в передвижном Днепропетровском рабочем оперном театре (1928—1932). С 1938 года выступал как концертный певец, гастролировал по городам СССР (исполнял произведения украинских, русских, зарубежных композиторов и народные песни). В 1945—1958 годах — солист Львовского театра оперы и балета.
Умер во Львове в 1962 году.